# Underdog (2014)
Underdog (Originaltitel: Fehér isten, teilweise im Fernsehen als Weißer Gott) ist ein Filmdrama des ungarischen Regisseurs Kornél Mundruczó aus dem Jahr 2014. Der Streifen lief am 26. Juni 2015 in den deutschen Kinos an.

## Handlung
Als Lilis Mutter mit ihrem neuen Partner für drei Monate nach Australien reist, soll Lili diese Zeit zu ihrem Vater ziehen. Dieser ist gar nicht begeistert, dass auch Lilis Mischlingshund Hagen zu ihm ziehen soll. In Ungarn muss man für Mischlinge erhöhte Abgaben zahlen, weswegen viele ihre Mischlingshunde im Tierheim abgeben.
Während der Probe des Schulorchesters, in dem Lili Trompete spielt, stört Hagen und Lili verlässt das Orchester. Dann setzt Lilis Vater das Tier kurzerhand an einer vielbefahrenen Straße aus.
Hagen trifft in einer städtischen Baulücke auf weitere Straßenhunde, bis sie alle vor den Hundefängern fliehen müssen. Ein Bettler versteckt ihn und verkauft ihn aber dann an einen Imbissbesitzer, der mit Kampfhunden handelt. Ein ehemaliger Strafgefangener kauft Hagen und baut ihn mit Training und Chemikalien zum Kampfhund auf. Beim ersten Kampf kann Hagen seinen Gegner umbringen und danach fliehen.
Schließlich wird Hagen doch von Hundefängern ins Tierheim gebracht, wo er eingeschläfert werden soll. Er kann jedoch einen Mitarbeiter des Tierheims töten und mit Hunderten anderer Hunde entkommen. Es folgt ein von Hagen geführter Rachefeldzug der Hunde an ihren Peinigern.
Im Schlachthof kommt es zum Showdown zwischen Lili mit ihrem Vater und Hagen mit seiner Hundearmee. Als Hagen Lili knurrend bedroht, zieht sie ihre Trompete und spielt das Lied, mit dem sie Hagen früher zum Schlafen brachte. Hagen und seine Hunde legen sich nach und nach friedlich nieder. Lili und ihr Vater tun es ihnen gleich.

## Hintergrund
Für die Filmsequenzen wurden teilweise bis zu 280 Hunde verwendet, die im Gegensatz zu vielen Disney-Filmen keine „anthropomorphisierten Spiegelungen des Menschen“ sind, sodass sie weder computeranimiert sprechen, noch über Menschen gesteuerten Bewegungen ausführen.
Die Geschichte um Underdog ist an den Film White Dog angelehnt. Die Kamera erzählt aus zwei Perspektiven, „die Erhabene und die Unterwürfige. Die der Hunde und die der Menschen, die der Opfer und die der Täter.“

## Kritiken
Filmstarts lobt die Leistung des Regisseurs und schreibt: „Ohne die Hilfe von Computern (!) zeigt er uns nämlich Hundertschaften von Hunden, die in Budapest die Macht übernehmen. Sie jagen durch die Straßen, weichen Hindernissen mit Witz und Intelligenz aus und rächen sich für all die Ungerechtigkeit und Not, die sie durch die Menschen erdulden mussten. Das ist nicht nur spektakulär und packend inszeniert, sondern auch eine treffende und etwa bei der Anti-Mischlings-Gesetzgebung kaum verklausulierte Allegorie auf die politische Situation im heutigen Ungarn, wo sich Minderheiten aller Art zunehmend aggressiver Verfolgung ausgesetzt sehen.“

## Auszeichnungen
- In Cannes gewann der Film 2014 unter dem Titel White God den Hauptpreis in der Reihe Un Certain Regard.
- 2014: Palm Dog Award[5]
- 2015: Preis für den besten Film und Preis für die beste Kamera für White God beim 5. Festival des zentraleuropäischen Films MECEFF im rumänischen Mediaș